# Jorge Luis Hurtado Reyes
Jorge Luis Hurtado Reyes (Culiacán, 1961) es un gestor cultural y artista plástico. Además, se ha dado a conocer como “Tilichito Ben Boruch”, nombre artístico con el que personifica en sus diferentes labores sociales a un payaso.

## Gestión cultural
Como gestor cultural Hurtado Reyes ha desarrollado una labor de carácter internacional. Fue miembro fundador de la Organización Mundial de Artistas Integrados - OMAI -, creado en el año 2012, presidente de MAI Movimiento Artístico Internacional México y hace parte del grupo cultural Arte sin fronteras por la paz organismos con los que ha apoyado la difusión del arte sinaloense internacionalmente.

## Artista plástico
Jorge Luis ha incursionado en área de las artes como escultor y pintor desde hace más de 20 años. En sus inicios empezó haciendo esculturas de papel mache, después incursionar en la pintura con la que ha sido reconocido en México y países como Brasil y Colombia. 
Ha realizado 10 exposiciones individuales y participado en varias muestras colectivas destacando su participación en el "Festival internacional de artes sin fronteras por la paz de Colombia", MiniArt de Brasil, "Trascenderes" y "Pinceladas Día Mundial del Arte" en Perú, “Colores por la paz” en Argentina, "Horizontes del Color" en Chile, "México lindo y querido", "Textura, Color que fluye entre mis dedos" entre otras. 

## Logros
2013 - Premio al Mérito Universitario, UAS, Culiacán, Sinaloa – México.
2013 – Homenaje “II Cumbre de la OMAI”, celebrada en Neiva y Pitalito, Huila – Colombia.
2014 – Homenaje “Mundos Paralelos”, Casa de la cultura, Culiacán Sinaloa - México.
2017 – Homenaje, “Festival internacional Arte sin fronteras por la paz de Colombia”, MACH, Neiva Huila Colombia.
2017 – Mención de honor, “Colores por la paz”, Legislatura provincial, ciudad de Neuquén,  Neuquén - Argentina.
2018 – Homenaje, “Miniart Exchange”, Gramado Brasil.

## Tilichito Ben Boruch
“Tilichito” es la representación de payaso con la que realiza labor social en zonas sensibles de la ciudad, escuelas, hospitales y fiestas de niños.
Actualmente, Jorge Luis Hurtado está radicado en Culiacán, ciudad donde vive y alterna con diversas actividades culturales y altruistas con la de director de artes visuales de la Universidad Autónoma de Sinaloa.